# Zaanstad
Zaanstad és un municipi de la província d'Holanda del Nord, al centre-oest dels Països Baixos. L'1 de gener de 2009 tenia 144.282 habitants repartits per una superfície de 83,04 km² (dels quals 8,82 km² corresponen a aigua). Limita al nord amb Uitgeest i Wormerland, a l'oest amb Beverwijk i Heemskerk, a l'est amb Oostzaan i al sud amb Velsen, Haarlemmerliede en Spaarnwoude i Amsterdam.

## Centres de població
- Assendelft
- Koog aan de Zaan
- Krommenie
- West-Knollendam
- Westzaan
- Wormerveer
- Zaandam
- Zaandijk

## Ajuntament
El consistori està format per 39 regidors repartits en 11 partits:
- PvdA 12 regidors
- VVD 5 regidors
- SP 5 regidors
- CDA 4 regidors
- ZOG 4 regidors
- GroenLinks 3 regidors
- ROSA 2 regidors
- Onafhankelijk raadslid i.s.m. VVD 1 regidor
- Democratisch Zaanstad 1 regidor
- PvdIJ 1 regidor
- ChristenUnie 1 regidor

## Agermanaments
- Marino
- Pančevo